# Viseu Dão Lafões
Viseu Dão Lafões är en statistisk underregion (NUTS 3) i mellersta Portugal.                                                                                                                                                            
Den är en del av den statistiska regionen Mellersta Portugal (NUTS 2).
Ytan uppgår till 3 237,6 km² och befolkningen till 267 633 invånare (2011).
Underregionen Viseu Dão Lafões omfattar norra delen av distriktet Viseu och sammanfaller geografiskt med Comunidade Intermunicipal Viseu Dão Lafões ("Viseu Dão Lafões kommunalförbund"; ”CIMxx”).

## Kommuner
Underregionen Viseu Dão Lafões omfattar 14 kommuner (concelhos).
- Aguiar da Beira
- Carregal do Sal
- Castro Daire
- Mangualde
- Nelas
- Oliveira de Frades
- Penalva do Castelo
- Santa Comba Dão
- São Pedro do Sul
- Sátão
- Tondela
- Vila Nova de Paiva
- Viseu
- Vouzela

## Största orter
- Viseu
- Tondela
- Mangualde
- São Pedro do Sul
- Castro Daire
- Nelas
- Sátão
- Santa Comba Dão
- Vouzela
- Oliveira de Frades

## Bilder

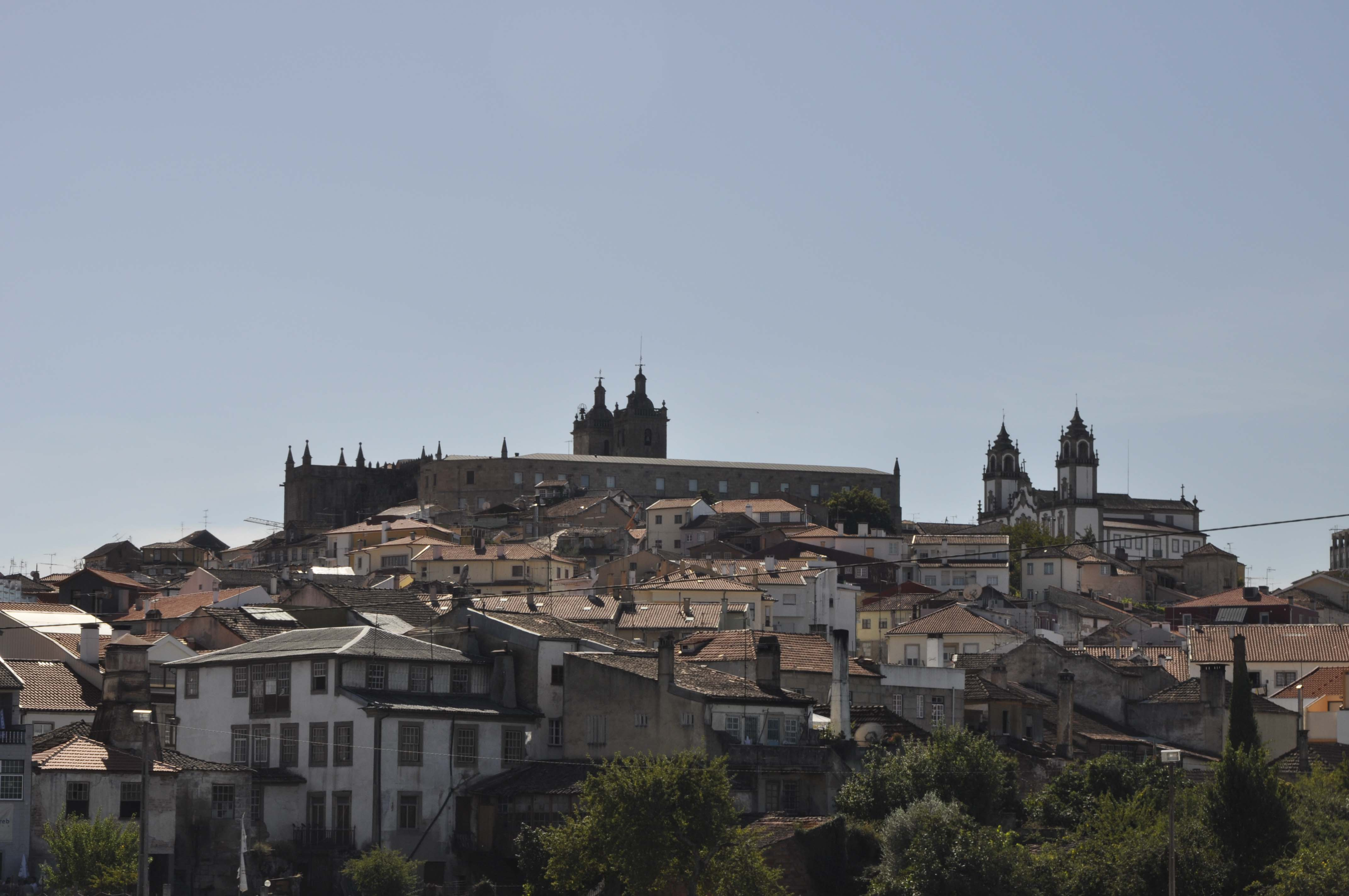
Staden Viseu
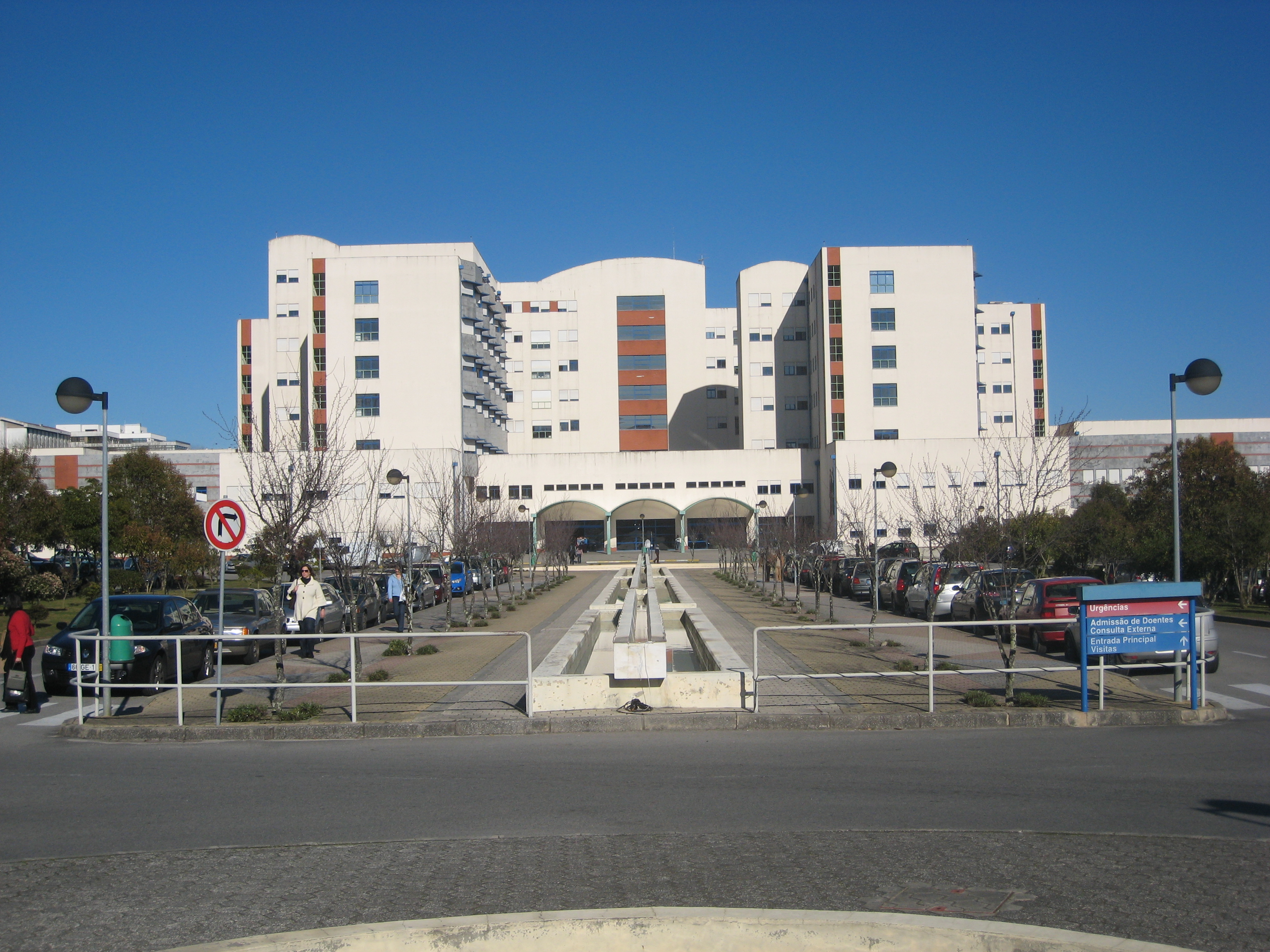
Sjukhuset i Viseu
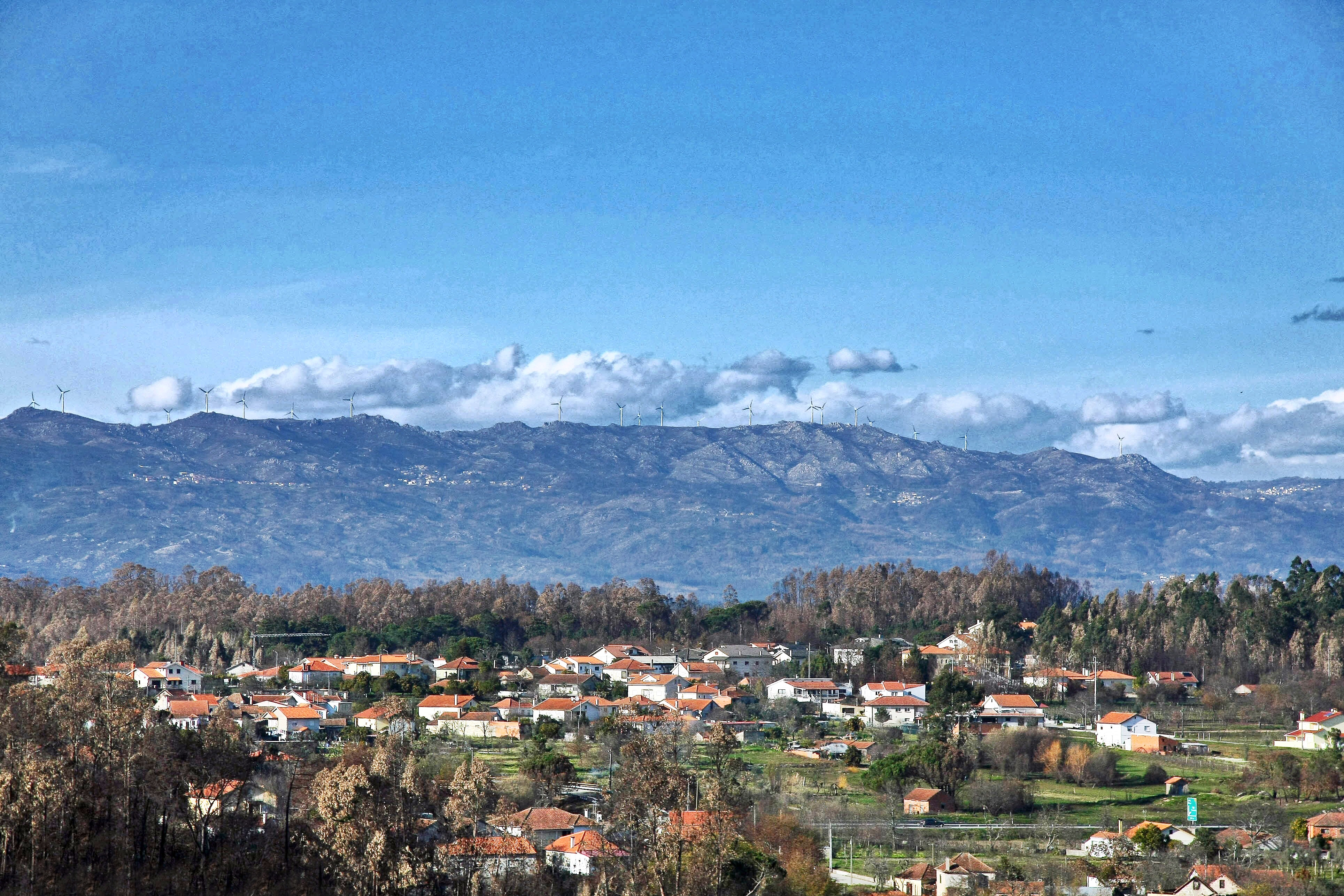
Landskap i Tondela
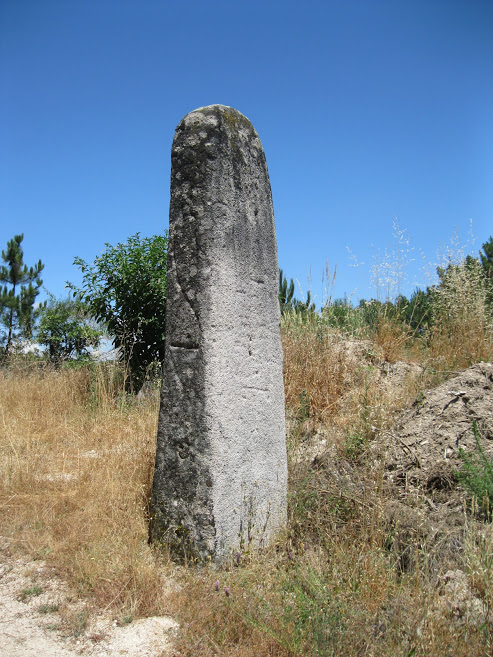
Bautasten i Caparrosa
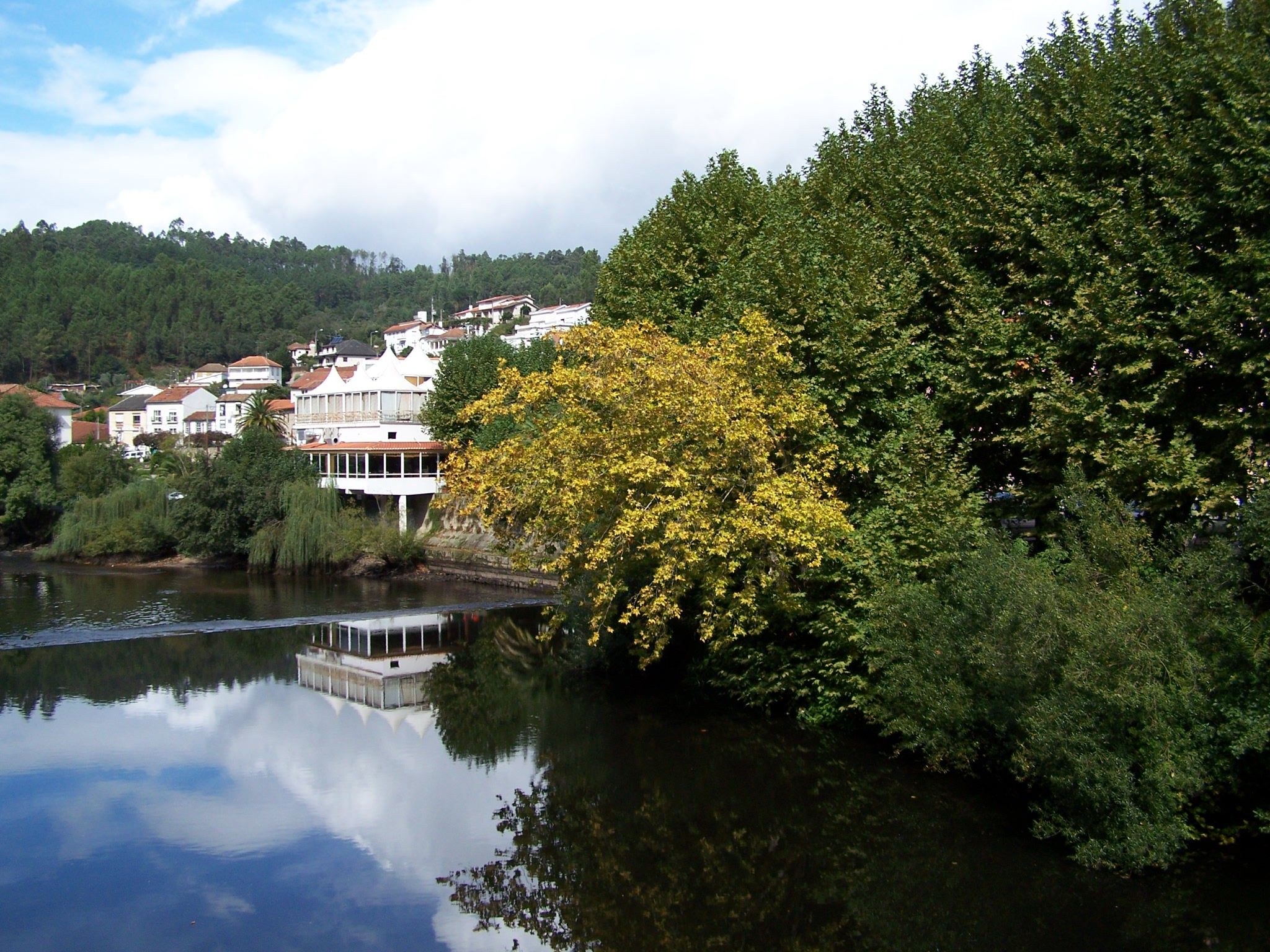
Kurorten i São Pedro do Sul
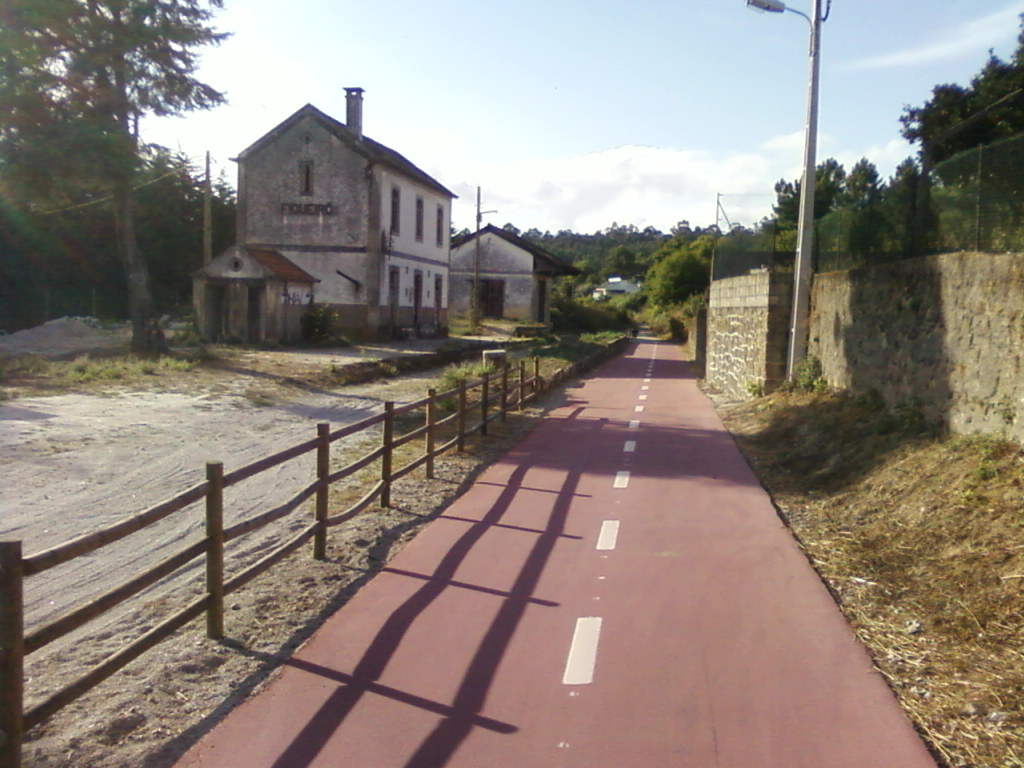
Järnvägsled i Figueiró